# 30 augustus
30 augustus is de 242ste dag van het jaar (243ste dag in een schrikkeljaar) in de gregoriaanse kalender. Hierna volgen nog 123 dagen tot het einde van het jaar.

## Gebeurtenissen
- Algemeen
  - 1967 - Oprichting van Stichting Ideële Reclame.
  - 1993 - Een brand legt in het centrum van Zaandam het Wastora Shopping Centre in de as.
  - 2014 - Bij een busongeluk in Bolivia komen zeker negen mensen om het leven. De bus vliegt over de kop op de snelweg in de buurt van het dorp Challapata.
  - 2016 - Een terrorist van de radicaal-islamitische militie Al-Shabaab blaast zich op in een vrachtwagen met explosieven in de regeringswijk van de Somalische hoofdstad Mogadishu, waarbij zeker twintig mensen om het leven komen.
  - 2023 - Orkaan Idalia komt aan land in de Amerikaanse staat Florida en veroorzaakt in een gebied aan de westkust veel schade en zware regenval.[1]
  - 2023 - In het Centraal-Afrikaanse land Gabon plegen militairen een staatsgreep. De pas herkozen president Ali Bongo wordt onder huisarrest geplaatst en het hoofd van de Republikeinse Garde, Brice Oligui Nguema, is voorlopig de nieuwe leider van het land.[2]
  - 2023 - In Italië komen vijf spoorwerkers die aan het werk waren bij het station van Brandizzo aan de spoorlijn Turijn-Milaan om door een treinongeval. Twee anderen raken gewond.[3]
- Economie
  - 1933 - Oprichting van Air France.
  - 2001 - Wim Duisenberg van de Europese Centrale Bank presenteert de eurobiljetten.
- Kunst en cultuur
  - 1985 - De later met een Gouden Kalf bekroonde film Flesh & Blood van de Nederlandse regisseur Paul Verhoeven gaat in première.
- Oorlog
  - 711 - K'inich K'an Joy Chitam II van Palenque wordt gevangengenomen door de rivaliserende stadstaat Toniná.
  - 1673 - Plechtige ondertekening in Den Haag van de quadruple alliantie: een bondgenootschap tegen Frankrijk in het kader van de Hollandse Oorlog.
  - 1757 - De Slag bij Groß-Jägersdorf vindt plaats tijdens de Zevenjarige Oorlog.
  - 1813 - De Slag bij Kulm vindt plaats tussen de Fransen en een geallieerd Oostenrijks-Russisch-Pruisisch leger.
  - 1993 - Amerikaanse gevechtshelikopters voeren per abuis een aanval uit op een gebouw van de Verenigde Naties in de Somalische hoofdstad Mogadishu. Drie buitenlandse medewerkers van de VN en acht Somalische personeelsleden worden korte tijd vastgehouden.
- Politiek
  - 1800 - Gabriel Prosser, een zwarte slaaf uit Virginia, beraamt een opstand op de plantage waar hij werkt, maar hij wordt opgepakt en later opgehangen.
  - 1839 - Adolf van Luxemburg wordt de, wat later zou blijken, laatste hertog van Nassau.
  - 1841 - Sir Robert Peel volgt William Lamb op als premier van het Verenigd Koninkrijk.
  - 1993 - De Zuid-Afrikaanse anti-apartheidsorganisatie ANC biedt excuses aan voor de misdaden die hun leden hebben begaan in de gevangenkampen van de beweging gedurende de jaren 70 en 80 van de 20e eeuw.
  - 1999 - De inwoners van Oost-Timor stemmen voor onafhankelijkheid van Indonesië in een referendum.
  - 2014 - Het leger in Lesotho ontwapent twee politiebureaus "in een poging het land veilig te houden" na eerdere berichten over een staatsgreep.
- Religie
  - 257 - Sixtus II volgt Stefanus I op als nieuwe paus.
  - 1464 - Paulus II volgt Pius II op als nieuwe paus.
  - 1627 - Paus Urbanus VIII creëert acht nieuwe kardinalen, onder wie de Italiaanse nuntius in Spanje Giambattista Pamphili, die later ook paus zou worden.
  - 2003 - Inwijding van de rooms-katholieke kathedraal van de Heiligen Petrus en Paulus in Ulaanbaatar (Mongolië) door de Italiaanse kardinaal Crescenzio Sepe.
- Sport
  - 1924 - Opening van Selhurst Park, een voetbalstadion in het zuiden van de Britse hoofdstad Londen, in de Londense voorstad South Norwood, en de thuishaven van Crystal Palace.
  - 1968 - Zwemmer Mark Spitz uit de Verenigde Staten van Amerika verbetert in Long Beach zijn eigen wereldrecord op de 100 meter vlinderslag met een tiende van een seconde tot 55,6 seconden.
  - 1972 - Middenvelder Arie Haan maakt in Praag zijn debuut voor het Nederlands voetbalelftal in de met 1-2 gewonnen vriendschappelijke wedstrijd tegen Tsjecho-Slowakije. Ajacied Sjaak Swart speelt dan weer zijn 31e en laatste interland voor Oranje.
  - 1975 - De Nederlander André Gevers wordt in Mettet (België) wereldkampioen wegwielrennen bij de amateurs.
  - 1986 - Sovjet-atleet Joeri Sedych verbetert in Stuttgart zijn eigen wereldrecord kogelslingeren (86,66 meter) met een worp van 86,74 meter.
  - 1987 - In Moskou prolongeert de Nederlandse mannenhockeyploeg de Europese titel door in de finale Engeland na strafballen te verslaan.
  - 1995 - In Tokio wordt een voetbalbenefietwedstrijd gespeeld ten behoeve van de slachtoffers van de aardbeving in Kobe.
  - 2022 - Ajax verkoopt de Braziliaanse aanvaller Antony voor 95 miljoen aan Manchester United. Hiermee wordt hij de duurste speler in de historie van zowel Ajax als van de Nederlandse eredivisie.[4]
- Wetenschap en technologie
  - 1903 - Oprichting van de "Harley-Davidson Motor Company".
  - 1961 - Na een missie van ongeveer 7 dagen met allerlei technische problemen valt het Ranger 1 ruimtevaartuig terug in de aardatmosfeer. De missie is een gedeeltelijk succes omdat de primaire doelen zijn bereikt, maar de missie heeft weinig wetenschappelijke gegevens opgeleverd.[5]
  - 1974 - Lancering van de eerste Nederlandse satelliet ANS.
  - 1984 - Eerste vlucht van de Spaceshuttle Discovery.
  - 1992 - Astronomen ontdekken met behulp van nieuwe digitale beeldvormende technologie een nieuw object meer dan 6 miljard kilometer voorbij de planeet Neptunus. Het object krijgt de naam 1992 QB1 en is het eerste Kuipergordel object.[6]
  - 2021 - Koppeling van het Dragon ruimtevaartuig van SpaceX met het Internationaal Ruimtestation ISS ruim 1 dag na lancering.[7]

## Geboren

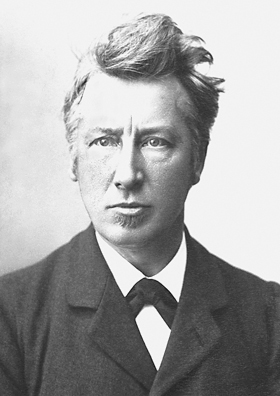
Jacobus van 't Hoff
geboren in 1852

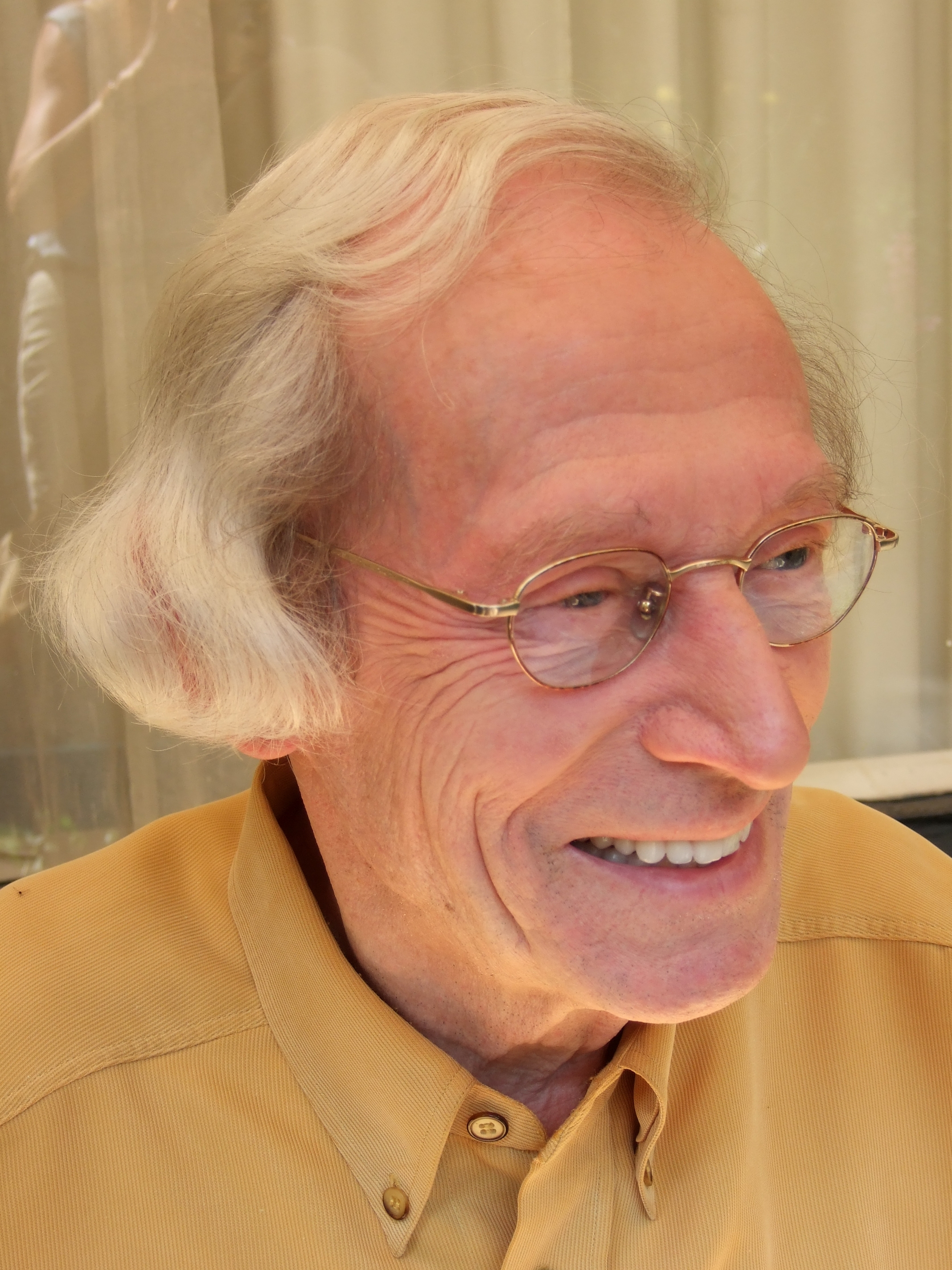
Piet Kee
geboren in 1927

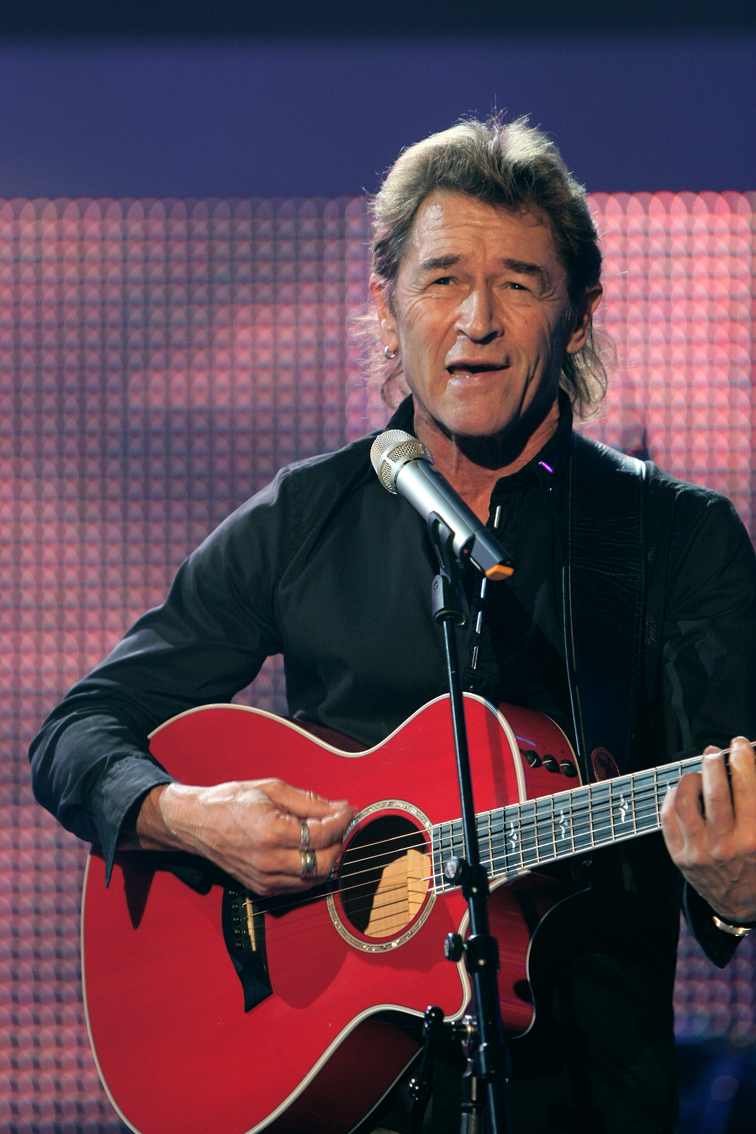
Peter Maffay
geboren in 1949

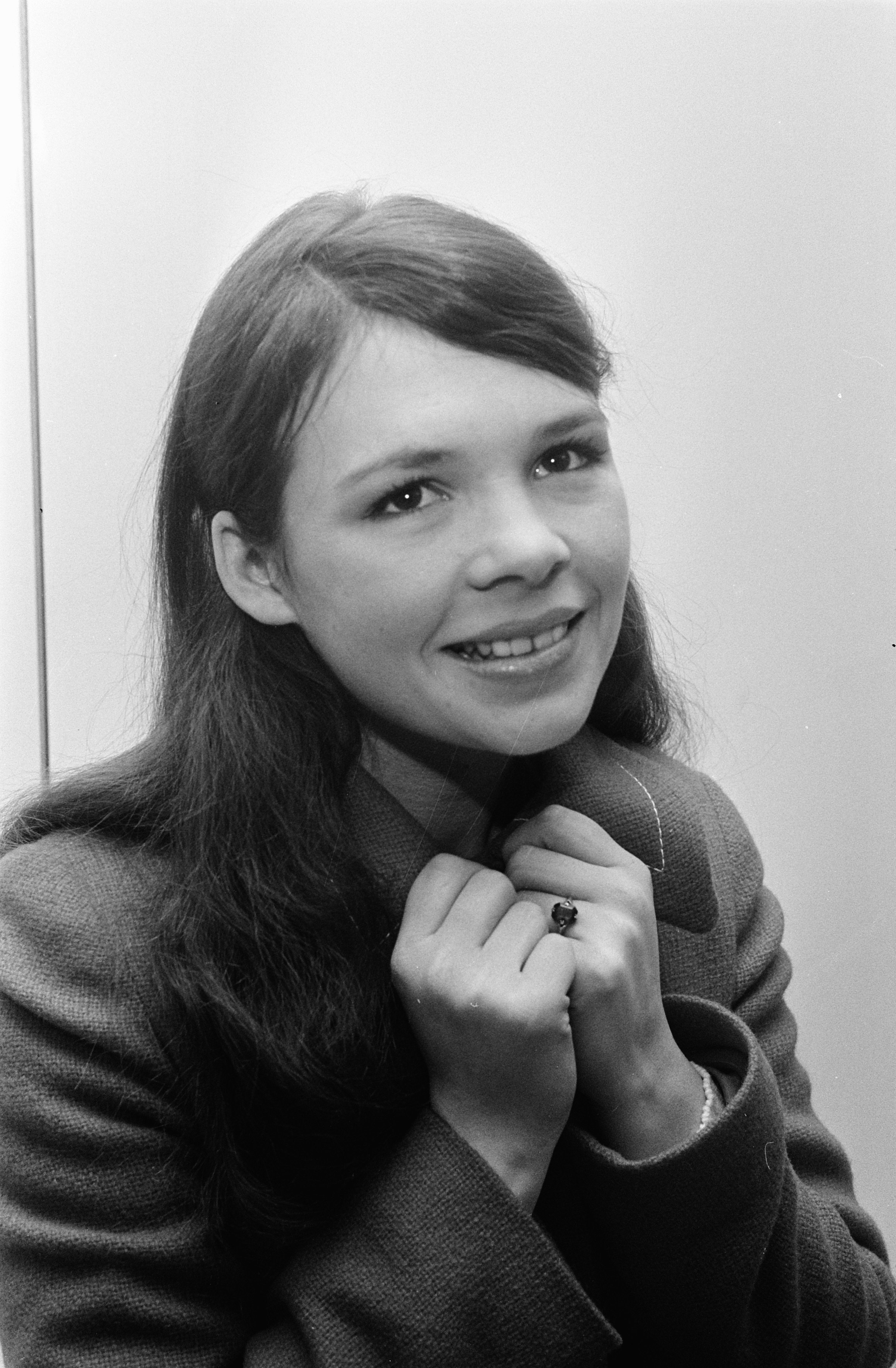
Dana
geboren in 1951

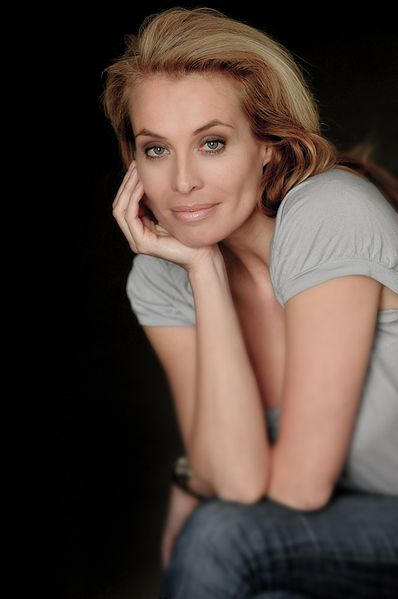
Frederique van der Wal
geboren in 1967

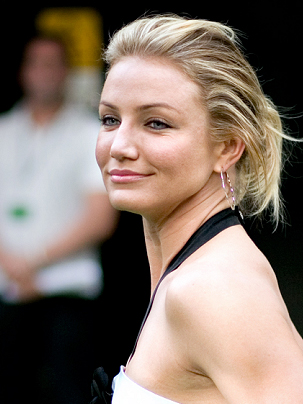
Cameron Diaz
geboren in 1972

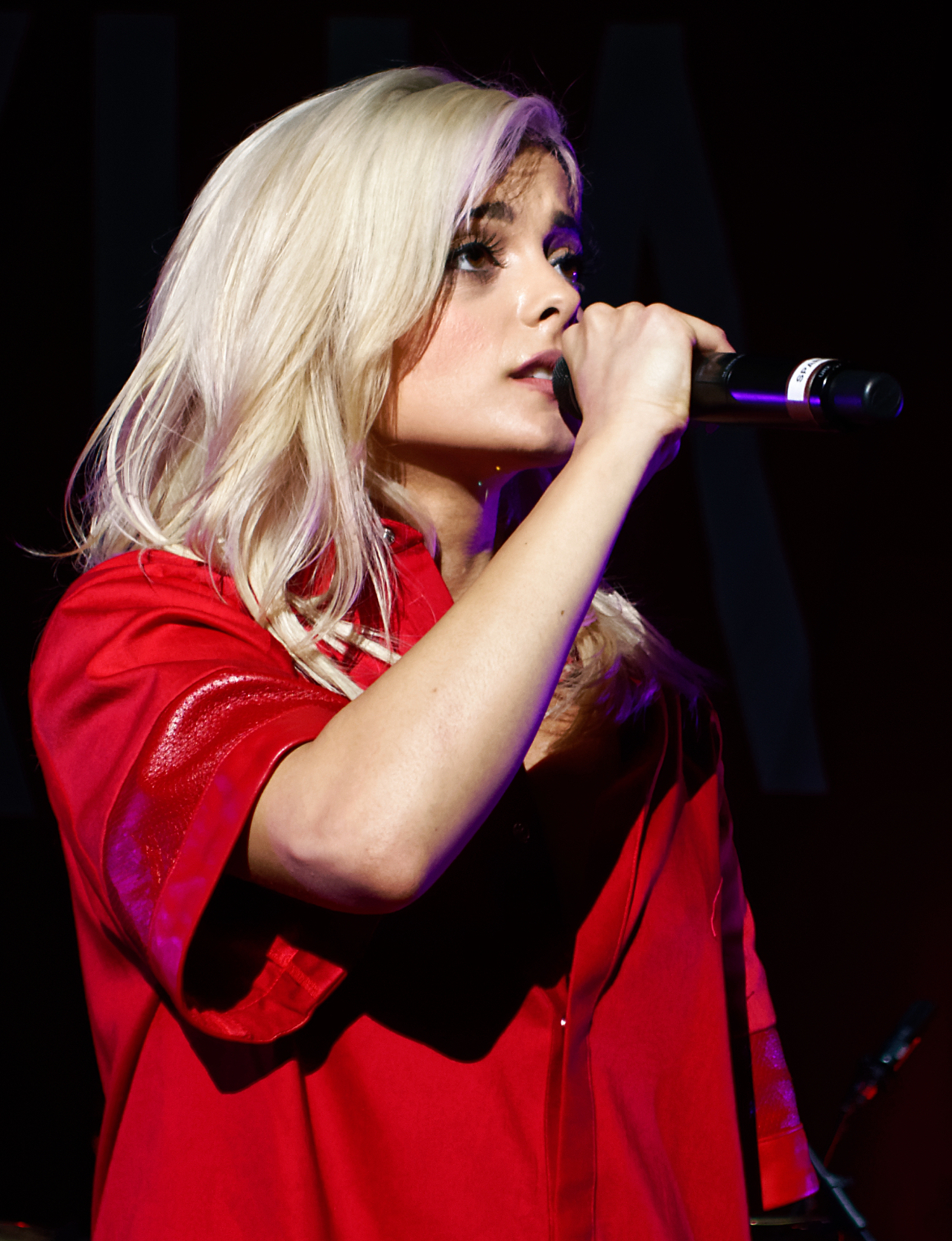
Bebe Rexha
geboren in 1989

- 1334 - Peter I van Castilië, koning van Castilië en León (1350-1369) (overleden 1369)
- 1609 - Artus Quellinus, Zuid-Nederlands beeldhouwer (overleden 1668)
- 1703 - Jan Jiří Benda (Duits: Johann Georg Benda), Boheems/Duits violist en componist (overleden 1752)
- 1730 - Philippe van Frankrijk, Frans prins (overleden 1733)
- 1748 - Jacques-Louis David, Frans kunstschilder (overleden 1825)
- 1748 - Frans Naerebout, Nederlands zeevaarder (overleden 1818)
- 1756 - Lodewijk van Württemberg, Duits vrijmetselaar (overleden 1817)
- 1790 - Christian Eric Fahlcrantz, Zweeds theoloog en schrijver (overleden 1866)
- 1797 - Mary Shelley, Engels schrijfster van Frankenstein (overleden 1851)
- 1800 - Auguste von Harrach, Duits gravin (overleden 1873)
- 1808 - Ludovika van Beieren, moeder van Elisabeth van Oostenrijk ("Sisi") (overleden 1892)
- 1839 - Binnert Philip van Harinxma thoe Slooten, Commissaris van de Koning(in) van de provincie Friesland (overleden 1923)
- 1842 - Alexandra Aleksandrovna van Rusland, Russisch grootvorstin (overleden 1849)
- 1847 - Morton Betts, Engels voetballer en cricketspeler (overleden 1914)
- 1848 - Friedrich Ratzel, Duits geograaf, zoöloog en etnograaf (overleden 1904)
- 1850 - Adolf le Comte, Nederlands kunstenaar (overleden 1921)
- 1852 - Jacobus van 't Hoff, Nederlands scheikundige en Nobelprijswinnaar (overleden 1911)
- 1855 - Evelyn De Morgan, Engels kunstschilderes (overleden 1919)
- 1865 - Rienk van Veen, Nederlands politicus (overleden 1929)
- 1866 - George Minne, Vlaams tekenaar-beeldhouwer (overleden 1941)
- 1870 - Alexandra van Griekenland, prinses van Griekenland en Denemarken (overleden 1891)
- 1871 - Ernest Rutherford, Nieuw-Zeelands/Brits natuur- en scheikundige (overleden 1937)
- 1880 - Konrad von Preysing, Duits kardinaal-bisschop van Berlijn (overleden 1950)
- 1883 - Theo van Doesburg, Nederlands kunstenaar en oprichter van De Stijl (overleden 1931)
- 1884 - Theodor Svedberg, Zweeds scheikundige (overleden 1971)
- 1889 - Mile Budak, Kroatisch schrijver, antisemiet en fascist (overleden 1945)
- 1889 - Aleksandr Vvedenski, Russisch theoloog (overleden 1946)
- 1891 - Frederik Victor van Hohenzollern-Sigmaringen, Duitse prins (overleden 1965)
- 1893 - Vera Cholodnaja, Russisch (Oekraïens) filmactrice (overleden 1919)
- 1893 - Huey Long, Amerikaans politicus (overleden 1935)
- 1897 - August Bach, Oost-Duits politicus, vicepremier van de DDR (overleden 1966)
- 1897 - Jacques Goudstikker, Nederlands kunsthandelaar (overleden 1940)
- 1898 - Marcelle Droogmans, oudste mens van België (overleden 2008)
- 1900 - Jemmy van Hoboken Nederlands grafisch ontwerper, kunstschilder, illustratrice en tekenares (overleden 1962)
- 1901 - Felix Abraham Duits seksuoloog (overleden 1937)
- 1903 - Pietro Pavan, Italiaans kardinaal (overleden 1994)
- 1906 - Maurice Archambaud, Frans wielrenner (overleden 1955)
- 1906 - Joan Blondell, Amerikaans actrice (overleden 1979)
- 1908 - Leonor Fini, Argentijns kunstschilder (overleden 1996)
- 1908 - Thees Meesters, Nederlands kunstenaar (overleden 2002)
- 1911 - Robert Kiesel, Amerikaans atleet (overleden 1993)
- 1913 - Richard Stone, Brits econoom (overleden 1991)
- 1914 - Sydney Wooderson, Brits atleet (overleden 2006)
- 1915 - Lilian Davies, Lid van Zweeds Koninklijk Huis (overleden 2013)
- 1917 - Denis Healey, Brits politicus (overleden 2015)
- 1919 - Wolfgang Wagner, Duits operaregisseur, decorontwerper en directeur Bayreuther Festspiele (overleden 2010)
- 1920 - Ben Cami, Vlaams dichter (overleden 2004)
- 1921 - Angelo Dundee, Amerikaans bokser en bokstrainer (overleden 2012)
- 1921 - Rie van Soest-Jansbeken, Nederlands burgemeester en politica (overleden 1989)
- 1922 - Laurens ten Cate, Nederlands journalist en publicist (overleden 1984)
- 1923 - Neal Carter, Amerikaans autocoureur (overleden 2019)
- 1923 - Vic Seixas, Amerikaans tennisser (overleden 2024)
- 1925 - Julien Schoenaerts, Vlaams acteur (overleden 2006)
- 1925 - Theo Wolvecamp, Nederlands kunstschilder (overleden 1992)
- 1927 - Piet Kee, Nederlands organist (overleden 2018)
- 1928 - Barbara Epstein, Joods-Amerikaans journaliste, geschiedkundige en sociologe (overleden 2006)
- 1930 - Warren Buffett, Amerikaans ondernemer
- 1930 - Paul Poupard, Frans kardinaal
- 1930 -  Mauro Ramos, Braziliaans voetballer (overleden 2002)
- 1931 - Emmy Eerdmans, Nederlands beeldend kunstenares
- 1933 - Luis Bacalov, Argentijns-Italiaans componist (overleden 2017)
- 1933 - Don Getty, Canadees politicus (overleden 2016)
- 1933 - Arne Mellnäs, Zweeds componist en dirigent (overleden 2002)
- 1933 - Oswaldo Riberto, Braziliaans voetballer (overleden 1993)
- 1934 - Joep Delnoye, Nederlands atleet (overleden 2023)
- 1934 - Eric Schneider, Nederlands acteur en regisseur (overleden 2022)
- 1935 - Ruud Huysmans, Nederlands priester en kerkjurist
- 1935 - Gerhard Mitter, Duits autocoureur (overleden 1969)
- 1935 - John Phillips, Amerikaans popzanger (onder andere the Mamas and the Papas) (overleden 2001)
- 1937 - Bruce McLaren, Nieuw-Zeelands autocoureur (overleden 1970)
- 1938 - Frans Haks, Nederlands museumdirecteur (overleden 2006)
- 1938 - Coen Niesten, Nederlands wielrenner (overleden 2024)
- 1939 - John Peel, Engels diskjockey (overleden 2004)
- 1939 - Hilde Uitterlinden, Belgisch actrice
- 1940 - Leendert Janzee, Nederlands beeldend kunstenaar (overleden 1972)
- 1941 - Ignazio Giunti, Italiaans autocoureur (overleden 1971)
- 1941 - Simonne Peeters, Belgisch actrice
- 1941 - Ton van Reen, Nederlands schrijver, dichter en journalist
- 1942 - Piet Paternotte, Nederlands voetballer (overleden 2008)
- 1943 - Robert Crumb, Amerikaans striptekenaar
- 1943 - Altovise Gore, Amerikaans actrice (overleden 2009)
- 1943 - Jean-Claude Killy, Frans alpineskiër
- 1943 - Uwe Sauer, Duits ruiter
- 1943 - David Maslanka, Amerikaans componist (overleden 2017)
- 1944 - Freek de Jonge, Nederlands cabaretier
- 1944 - John Surman, Engels jazzsaxofonist, basklarinettist, synthesizerspeler en jazzcomponist
- 1946 - Anne Marie van Denemarken, Deense prinses en ex-koningin van Griekenland
- 1946 - Jan van Katwijk, Nederlands wielrenner
- 1946 - Peggy Lipton, Amerikaans actrice (overleden 2019)
- 1946 - Jacques Tardi, Frans striptekenaar
- 1948 - Lewis Black, Amerikaans komiek
- 1948 - Pjotr Latysjev, Russisch gouverneur-generaal (overleden 2008)
- 1948 - Jukka Tiensuu, Fins componist
- 1949 - Stuart Agnew, Brits politicus
- 1949 - Peter Maffay, Duits zanger
- 1950 - Antony Gormley, Brits kunstenaar
- 1950 - Micky Moody, Brits gitarist
- 1950 -Ineke Mulder, Nederlands ex-politica, voormalig gedeputeerde van de provincie Groningen
- 1950 - Rob Verlinden, Nederlands Tuinman en Presentator
- 1951 - Gediminas Kirkilas, Litouws politicus; premier 2006-2008 (overleden 2024)
- 1951 - Dana (Scallon), Iers zangeres en politica
- 1954 - Gerard Hadders, Nederlands grafisch vormgever
- 1954 - Guy Kawasaki, Amerikaans durfkapitalist
- 1954 - Aleksandr Loekasjenko, president en dictator van Wit-Rusland
- 1955 - Richard "Butch" Johnson, Amerikaans boogschutter (overleden 2024)
- 1955 - Juan Lozano, Spaans voetballer
- 1955 - Helge Schneider, Duits entertainer, komiek, muzikant, schrijver en regisseur
- 1956 - Said Belqola, Marokkaans voetbalscheidsrechter (overleden 2002)
- 1957 - Patrick Roy, Frans politicus (overleden 2011)
- 1958 - Anna Politkovskaja, Russisch journaliste, publiciste en mensenrechtenactiviste (overleden 2006)
- 1959 - Mohammed ben Nayef, Saudische prins
- 1960 - Rik Samaey, Belgisch basketballer
- 1961 - Leonel Contreras, Chileens voetballer
- 1962 - François Delecour, Frans rallyrijder
- 1966 - Donaat Deriemaeker, Vlaams televisiepresentator
- 1967 - Steven ten Have, Nederlands organisatieadviseur en bestuurder
- 1967  - Barbara Kendall, Nieuw-Zeelands windsurfer en olympisch kampioen
- 1967  - Frederique van der Wal, Nederlands model
- 1968 - Hendrik Bogaert, Belgisch politicus
- 1969 - Vladimir Jugović, Servisch voetballer
- 1970 - Paulo Sousa, Portugees voetballer
- 1971 - Zvonko Milojevic, Joegoslavisch voetballer
- 1972 - Cameron Diaz, Amerikaans actrice
- 1972 - Pavel Nedvěd, Tsjechisch voetballer
- 1973 - Hubert Sauvage, Belgisch architect
- 1974 - Sandra 't Hart, Nederlands langebaanschaatsster
- 1974 - Camilla Läckberg, Zweeds schrijfster van misdaadromans
- 1974 - Javier Otxoa, Spaans wielrenner (overleden 2018)
- 1975 - Marina Anissina, Russisch-Frans kunstschaatsster
- 1975 - Radhi Jaïdi, Tunesisch voetballer
- 1975 - Krzysztof Jeżowski, Pools wielrenner
- 1975 - Miguel Mercado, Boliviaans voetballer
- 1975 - Derk Wiersum, Nederlands advocaat (overleden 2019)
- 1976 - Rob Woestenborghs, Belgisch duatleet
- 1977 - Kamil Kosowski, Pools voetballer
- 1977 - Félix Sánchez, Dominicaans atleet
- 1978 - Sinead Kerr, Brits kunstrijder
- 1979 - Faldir Chahbari, Marokkaans-Nederlands vechtsporter
- 1979 - Juan Ignacio Chela, Argentijns tennisser
- 1979 - Joelia Fomenko, Russisch atlete
- 1980 - Angel Coulby, Brits actrice
- 1980 - Safet Nadarević, Bosnisch voetballer
- 1981 - Anaysi Hernández, Cubaans judoka
- 1981 - Tomasz Majewski, Pools atleet
- 1981 - Franklin Salas, Ecuadoraans voetballer
- 1981 - Krijn Van Koolwijk, Belgisch atleet
- 1982 - Will Davison, Australisch autocoureur
- 1982 - Alina Dumitru, Roemeens judoka
- 1982 - Vukašin Poleksić, Montenegrijns voetballer
- 1982 - Andy Roddick, Amerikaans tennisser
- 1982 - Benjamin Dalle, Belgisch politicus
- 1982 - John Steffensen, Australisch atleet
- 1983 - Mariana Aparicio, Nederlands actrice
- 1983 - Gustavo Eberto, Argentijns voetballer (overleden 2007)
- 1983 - Simone Pepe, Italiaans voetballer
- 1984 - Liu Yan, Chinees kunstschaatsster
- 1985 - Leisel Jones, Australisch zwemster
- 1985 - Tianna Madison, Amerikaans atlete
- 1985 - Anna Oesjenina, Oekraïens schaakster
- 1985 - Éva Risztov, Hongaars zwemster
- 1985 - Eamon Sullivan, Australisch zwemmer
- 1986 - Roderick Oosten, Nederlands shorttracker
- 1986 - Ryan Ross, Amerikaans gitarist
- 1987 - Boy Deul, Nederlands voetballer
- 1987 - Xu Lijia, Chinees zeilster
- 1988 - Ernests Gulbis, Lets tennisser
- 1989 - Bohdan Bondarenko, Oekraïens atleet
- 1989 - Bebe Rexha, Albanees-Amerikaans zangeres
- 1990 - Rhiannon Roberts, Welsh voetbalster
- 1991 - Deorro (Erick Orrosquieta), Amerikaans dj en producer
- 1991 - Yassine Hethat, Algerijns atleet
- 1993 - Eri Tosaka, Japans worstelaar
- 1995 - Brandon Davis, Amerikaans snowboarder
- 1996 - Sebastian Balthasar, Duits autocoureur
- 1996 - Santiago Urrutia, Uruguayaans autocoureur
- 1997 - Courtney Hoffos, Canadees freestyleskiester
- 1999 - Gilles Magnus, Belgisch autocoureur
- 2001 - Emily Bear, Amerikaans componiste en pianiste
- 2001 - Olivia Clark, Welsh voetbalster
- 2001 - Ibrahim Salah, Belgisch voetballer
- 2003 - Alessandro Romele, Italiaans wielrenner
- 2004 - Sanne Konijnenberg, Nederlands volleybalster
- 2006 - Lena Dahms, Duits voetbalster

## Overleden

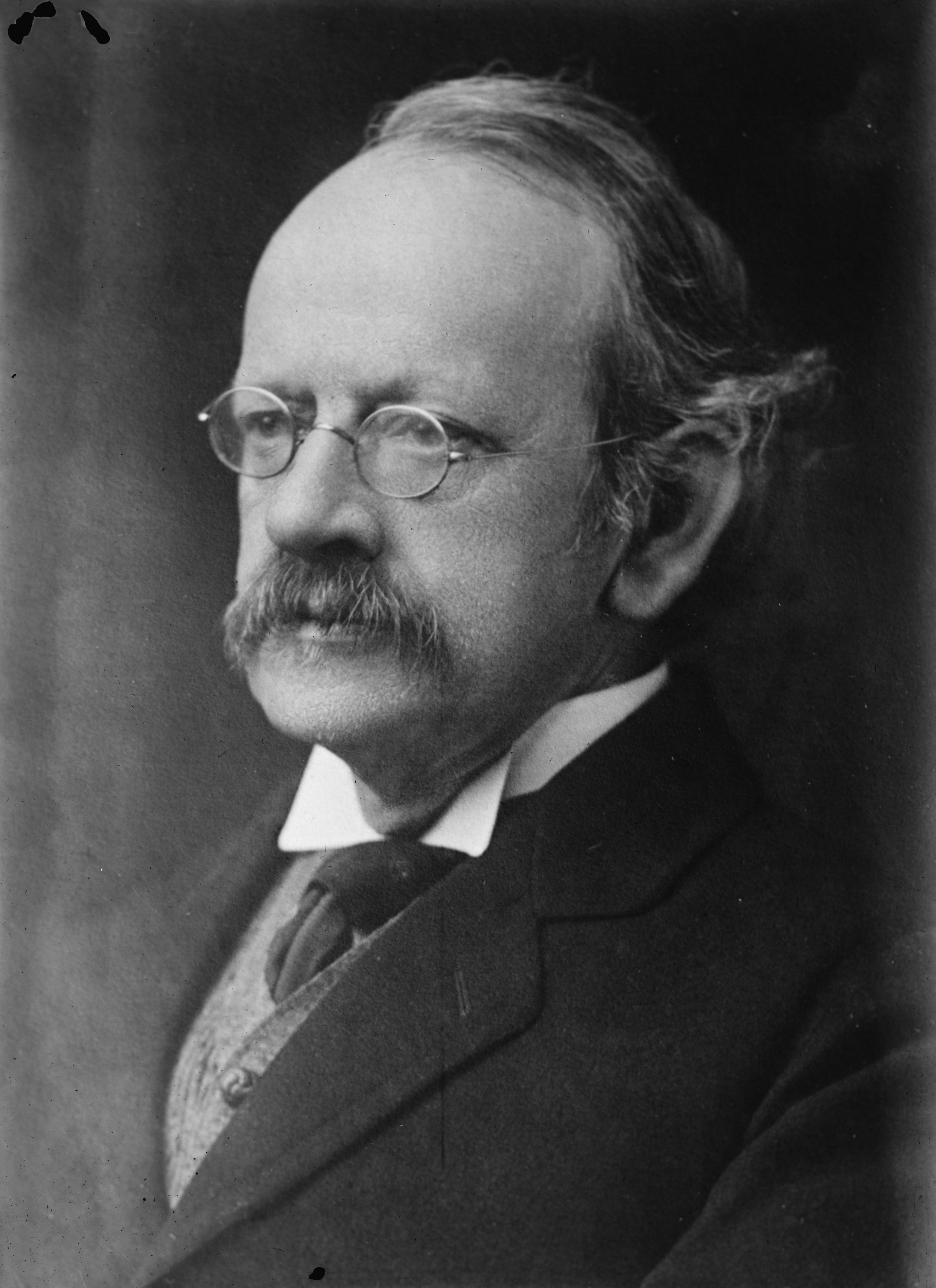
Joseph John Thomson
overleden in 1940

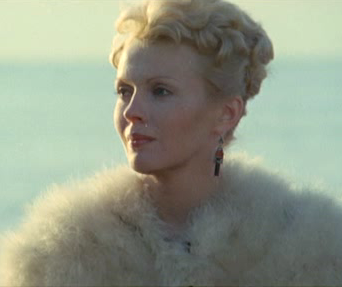
Jean Seberg
overleden in 1979

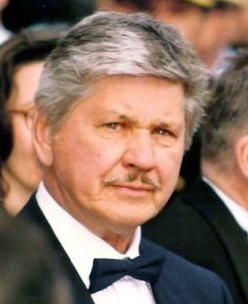
Charles Bronson
overleden in 2003

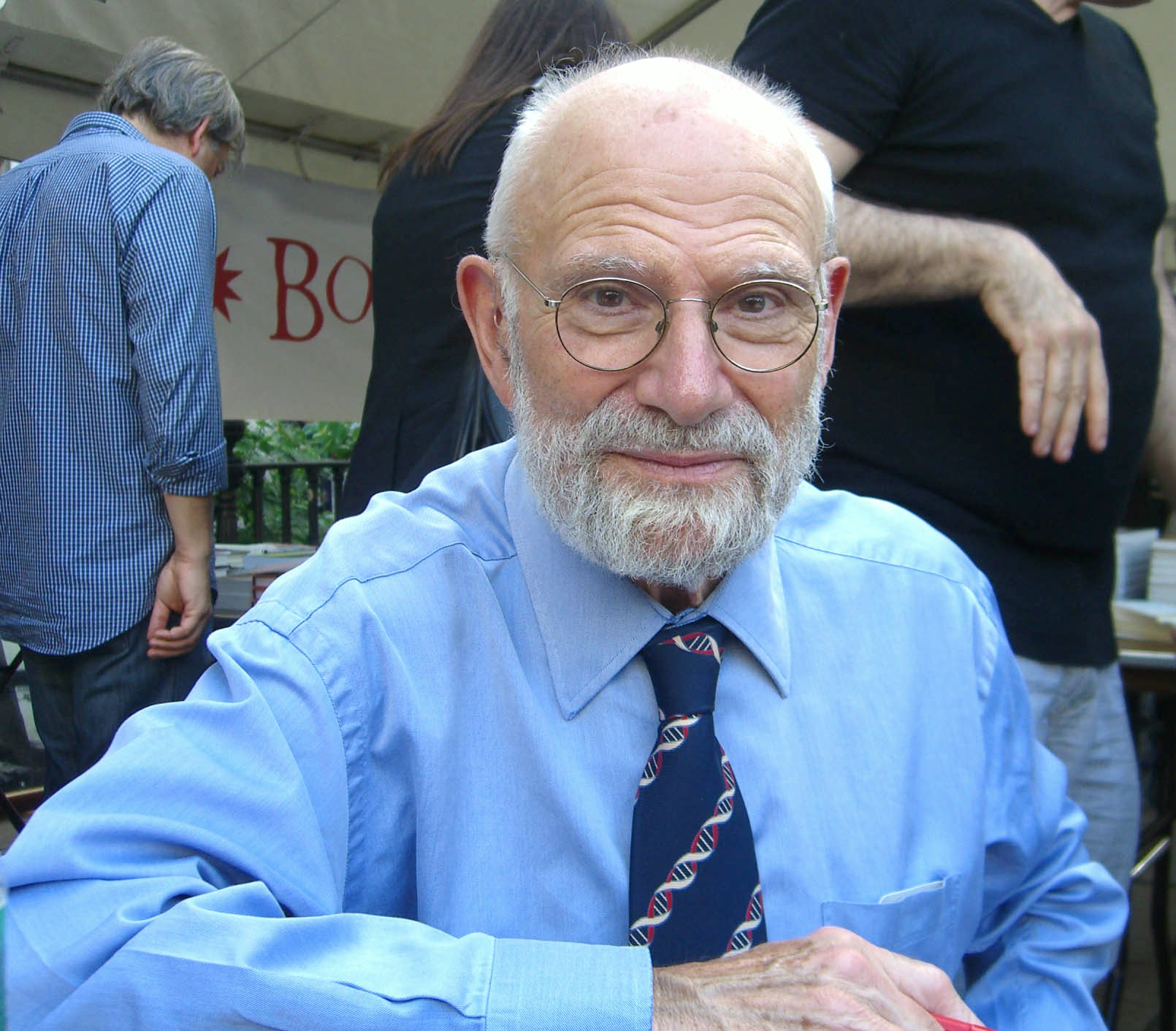
Oliver Sacks
overleden in 2015

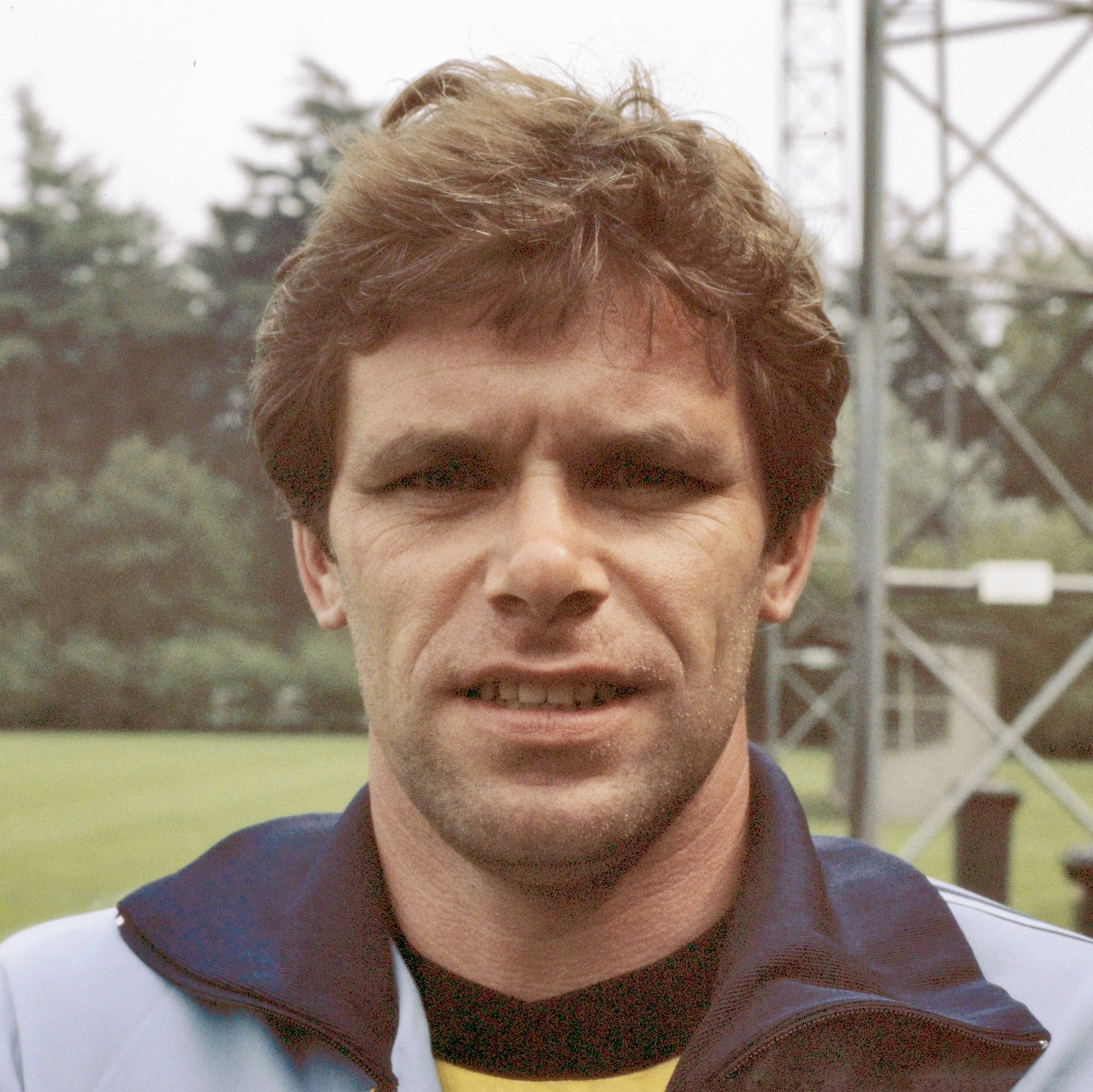
Jan Jongbloed
overleden in 2023

- 526 - Theodorik de Grote, koning der Ostrogoten
- 1059 - Peter Orseolo (48), koning van Hongarije
- 1181 - Paus Alexander III, paus
- 1482 - Lodewijk van Bourbon (44), prins-bisschop van Luik
- 1483 - Koning Lodewijk XI van Frankrijk (60)
- 1505 - Tito Vespasiano Strozzi (81), Italiaans dichter
- 1580 - Emanuel Filibert van Savoye (52), hertog van Savoye en landvoogd van de Nederlanden
- 1617 - Rosa van Lima (31), Peruviaans heilige
- 1751 - Christoffel Polhem (89), Zweeds werktuigbouwkundige
- 1821 - Louis Michel Aury (33), Frans zeerover, betrokken bij de onafhankelijkheidsstrijd van Latijns-Amerika
- 1831 - Louise van Saksen-Gotha-Altenburg (30), Duitse prinses
- 1839 - Willem van Nassau (47), hertog van Nassau
- 1884 - Louis Gaspard Adrien van Limburg Stirum (82), Nederlands politicus
- 1888 - Charles Estoppey (68), Zwitsers politicus
- 1910 - George Throssell (70), 2e premier van West-Australië
- 1915 - Antonio Flores Jijón (81), president van Ecuador
- 1915 - Pascual Orozco (33), Mexicaans militair
- 1927 - Emile Braun (77), Belgisch politicus
- 1928 - Franz von Stuck (65), Duits symbolistisch schilder en beeldhouwer
- 1928 - Wilhelm Wien (64), Duits natuurkundige en winnaar van de Nobelprijs voor Natuurkunde in 1911
- 1932 - Willem Marinus van Rossum (77), Nederlands curiekardinaal
- 1935 - Henri Barbusse (62), Frans schrijver en politicus
- 1937 - Gaetano Bisleti (81), Italiaans curiekardinaal
- 1938 - Max Factor (66), Pools-Amerikaans zakenman, oprichter van het gelijknamig cosmeticaconcern
- 1940 - Joseph John Thomson (83), Brits natuurkundige
- 1942 - Miguel White (32), Filipijns atleet
- 1943 - Eustachius van Lieshout (52), Nederlands zalige, missionaris in Brazilië
- 1943 - Eddy de Neve (58), Nederlands voetballer
- 1946 - Konstantin Rodzajevski (39), Russisch politicus
- 1954 - Alfredo Ildefonso Schuster (74), Italiaans zalige, kardinaal-aartsbisschop van Milaan
- 1958 - Alfredo Brown (71), Argentijns voetballer
- 1959 - Ed Elisian (32), Amerikaans autocoureur
- 1963 - Guy Burgess (52), Brits dubbelspion
- 1963 - Alexandra van Hannover-Cumberland (80), Duitse prinses
- 1965 - Toribio Teodoro (78), Filipijns zakenman
- 1970 - Abraham Zapruder (65), Amerikaans ondernemer
- 1974 - Achilles Mussche (80), Vlaams dichter en schrijver
- 1975 - Roberto Cortés (70), Chileens voetballer
- 1978 - Michail Semitsjastni (67), Sovjetvoetballer
- 1978 - Truus Wijsmuller-Meijer (82), Nederlands verzetsvrouw
- 1978 - Henryk Zygalski (72), Pools wiskundige
- 1979 - Jean Seberg (40), Amerikaans actrice
- 1981 - Mohammad Ali Rajai (48), Iraans president (sinds 2 augustus van datzelfde jaar, dus voor slechts vier weken)
- 1981 - François Seydoux de Clausonne (76), Frans diplomaat
- 1981 - Vera-Ellen (60), Amerikaans actrice en danseres
- 1982 - Albert Gemmeker (74), Kampcommandant Kamp Westerbork tijden WW2
- 1984 - Hans Dekkers (56), Nederlands wielrenner
- 1987 - Co Stelma (80), Nederlands gymnaste
- 1990 - Paul Deen (75), Nederlands acteur
- 1990 - Bernard Tellegen (90), Nederlands wetenschapper, uitvinder van de pentode
- 1991 - Adãozinho (68), Braziliaans voetballer
- 1991 - Jean Tinguely (66), Zwitsers schilder en beeldhouwer
- 1994 - Lindsay Anderson (71), Brits filmregisseur en televisiemaker
- 1995 - Fischer Black (57), Amerikaans econoom
- 1995 - Lev Poloegajevski (60), Russisch schaker
- 1999 - Jan Brasser (86), Nederlands atleet
- 2001 - Govan Mbeki (91), Zuid-Afrikaans politicus en activist
- 2003 - Robert Abplanalp (81), Amerikaans uitvinder
- 2003 - Charles Bronson (81), Amerikaans filmacteur
- 2003 - Donald Davidson (86), Amerikaans filosoof
- 2004 - Larry Desmedt (55), Amerikaans motorbouwer
- 2004 - Bart Huges (70), Nederlands activist
- 2004 - Jkvr. Hans van Lennep (101), Nederlands advocate en psychologe
- 2004 - Fred Whipple (97), Amerikaans astronoom
- 2005 - Hendrikje van Andel-Schipper (115), Nederlandse die sinds 31 mei 2004 de oudste persoon ter wereld was
- 2006 - Glenn Ford (90), Amerikaans filmacteur
- 2006 - Nagieb Mahfoez (94), Egyptisch schrijver en Nobelprijswinnaar
- 2006 - Toon Tieland (87), Nederlands kunstschilder
- 2007 - Michael Jackson (65), Brits deskundige op het gebied van (Belgisch) bier en whisky
- 2007 - Roef Ragas (42), Nederlands acteur
- 2008 - Gilberto Rincón Gallardo (69), Mexicaans politicus
- 2008 - Killer Kowalski (81), Canadees worstelaar
- 2008 - Albert Omta (93), Nederlands burgemeester en verzetsstrijder
- 2009 - Kiki Sørum (70), Noors modejournaliste
- 2009 - Horst Stowasser (58), Duits schrijver en anarchist
- 2010 - Alain Corneau (67), Frans filmregisseur
- 2010 - Francisco Varallo (100), Argentijns voetballer
- 2013 - Seamus Heaney (74), Iers dichter
- 2014 - Igor Decraene (18), Belgisch wielrenner
- 2014 - Andrew V. McLaglen (94), Brits-Amerikaans acteur, film- en televisieregisseur
- 2015 - Wes Craven (76), Amerikaans filmregisseur
- 2015 - Oliver Sacks (82), Brits neuroloog
- 2015 - Héctor Silva (75), Uruguayaans voetballer
- 2016 - Věra Čáslavská (74), Tsjechisch turnster
- 2017 - Marjorie Boulton (93), Brits schrijfster en dichteres
- 2017 - Louise Hay (90), Amerikaans schrijfster
- 2018 - Iosif Kobzon (80), Russisch zanger
- 2018 - Vanessa Marquez (49), Amerikaans actrice
- 2019 - Franco Columbu (78), Italiaans-Amerikaans chiropractor, acteur en bodybuilder
- 2019 - Valerie Harper (80), Amerikaans actrice
- 2019 - Rudolf Johan Lunbeck (98), Nederlands wiskundige
- 2020 - John Felagha (26), Nigeriaans voetballer
- 2020 - Hielke Nauta (88), Nederlands burgemeester
- 2021 - Maggie Mae (61), Duits schlagerzangeres en actrice
- 2021 - Arie Meerburg (75), Nederlands politicus
- 2021 - Henri d'Udekem d'Acoz (87), Belgisch politicus
- 2022 - Karel Eykman (86), Nederlands kinderboekenschrijver
- 2022 - Michail Gorbatsjov (91), laatste president van de Sovjet-Unie
- 2022 - Jo Ivens (94), Nederlands organist en dirigent
- 2022 - Don Lind (92), Amerikaans ruimtevaarder
- 2023 - Mohamed Al-Fayed (94), Egyptisch zakenman en miljardair
- 2023 - Jan Jongbloed (82), Nederlands voetballer
- 2023 - Rob Kruisman (76), Nederlands bandleider, zanger en multi-instrumentalist
- 2023 - Els van Odijk (70), Nederlands kunsthistorica en bestuurder
- 2023 - Jack Sonni (68), Amerikaans gitarist
- 2024 - Fatman Scoop (Isaac Freeman III) (53), Amerikaans hiphopartiest
- 2024 - Tuheitia Paki (69), zevende Maori-koning

## Viering/herdenking
- Onafhankelijkheidsdag van Tatarije (1990)
- Dag van de Grondwet in Turks- en Caicoseilanden (1976)
- Dag van de Overwinning (Zafer Bayramı) in Turkije
- Dag voor de Slachtoffers van Gedwongen Verdwijningen[8]
- Dag van de Walvishaai[9]
- Rooms-katholieke kalender:
  - Heiligen Felix en Adauctus († c. 305)
  - Heilige Fiacre (van Meaux) († c. 670), patroon van de hoveniers
  - Heilige Agil(i)us (van Rebaix) († c. 650)
  - Zalige Eustachius van Lieshout († 1943) - Gedachtenis (in bisdom 's-Hertogenbosch)
  - Heilige Jeanne Jugan († 1879)
  - Heilige Margaret Clitherow († 1586), Anne Linne († 1601) en Margaret Ward († 1588)
  - Zalige Bronislava van Polen († 1259)

## Weerextremen

### Nederland
| | Officiële records | Officiële records | Officiële records |      | Landelijke records | Landelijke records | Landelijke records |
| Gebeurtenis | Jaar              | Extreem           | Locatie           | Jaar | Extreem            | Locatie            |                    |
| --- | ----------------- | ----------------- | ----------------- | ---- | ------------------ | ------------------ | ------------------ |
| Laagste etmaalgemiddelde temperatuur (°C) | 1956              | 11,2              | De Bilt           |      | 1915               | 10,4               | Eelde              |
| Hoogste etmaalgemiddelde temperatuur (°C) | 1961              | 22,3              | De Bilt           |      | 2015               | 24,1               | Maastricht         |
| Laagste minimumtemperatuur (°C) | 1918              | 4,0               | De Bilt           |      | 2007               | 3,5                | Ell                |
| Hoogste minimumtemperatuur (°C) | 1958              | 17,6              | De Bilt           |      | 2002               | 18,9               | Hoorn Terschelling |
| Laagste maximumtemperatuur (°C) | 1924              | 15,7              | De Bilt           |      | 1986               | 13,7               | Maastricht         |
| Hoogste maximumtemperatuur (°C) | 1961              | 30,9              | De Bilt           |      | 1961               | 33,1               | Volkel             |
| Hoogste uurgemiddelde windsnelheid (m/s) | 1923              | 12,9              | De Bilt           |      | 1923               | 23,7               | De Kooy            |
| Hoogste windstoot (m/s) | 1960              | 21,6              | De Bilt           |      | 2015               | 34,0               | Stavenisse         |
| Langste zonneschijnduur (uur) | 2008              | 12,7              | De Bilt           |      | 1991               | 13,2               | Lauwersoog         |
| Langste neerslagduur (uur) | 2017              | 9,2               | De Bilt           |      | 2017               | 20,1               | Hoorn Terschelling |
| Hoogste etmaalsom van de neerslag (mm) | 1973              | 24,6              | De Bilt           |      | 2017               | 51,2               | Stavoren           |
| Laagste etmaalgemiddelde relatieve vochtigheid (%) | 1904, 1947        | 49                | De Bilt           |      | 1923 1947          | 48 48              | Maastricht Eelde   |
| Laagste uurwaarde luchtdruk op zeeniveau (hPa) | 1905              | 990,7             | De Bilt           |      | 1923               | 989,4              | De Kooy            |
| Hoogste uurwaarde luchtdruk op zeeniveau (hPa) | 1940              | 1030,4            | De Bilt           |      | 1940               | 1031,6             | Maastricht         |
| Officiële records worden altijd gemeten op het KNMI-weerstation in De Bilt. Landelijke records kunnen worden gemeten op elk officieel KNMI-weerstation in Nederland. |                   |                   |                   |      |                    |                    |                    |

Uitzonderlijke gebeurtenissen
- 1904 - Laatste officiële zomerse dag van het jaar (maximumtemperatuur ≥ 25 °C in De Bilt)
- 1925 - Laatste officiële warme dag van het jaar (maximumtemperatuur ≥ 20 °C in De Bilt)
- 1930 - Laatste officiële zomerse dag van het jaar (maximumtemperatuur ≥ 25 °C in De Bilt)
- 1961 - Laatste officiële tropische dag van het jaar (maximumtemperatuur ≥ 30 °C in De Bilt)
- 1970 - Laatste officiële zomerse dag van het jaar (maximumtemperatuur ≥ 25 °C in De Bilt)
- 1974 - Laatste officiële zomerse dag van het jaar (maximumtemperatuur ≥ 25 °C in De Bilt)
- 1985 - Laatste officiële zomerse dag van het jaar (maximumtemperatuur ≥ 25 °C in De Bilt)
- 2023 - Officieel laagste etmaalgemiddelde temperatuur in °C van augustus dit jaar gemeten in De Bilt: 13,9
- 2023 - Landelijk laagste etmaalgemiddelde temperatuur in °C van augustus dit jaar gemeten in Eelde: 12,8

### België
Dagrecords
- 1920 - Laagste etmaalgemiddelde temperatuur 11,3 °C
- 1930 - Hoogste etmaalgemiddelde temperatuur 24,4 °C
- 1964 - Laagste minimumtemperatuur 6,1 °C
- 2015 - Hoogste maximumtemperatuur 30,3 °C
- 1905 - Hoogste etmaalsom van de neerslag 21 mm

Uitzonderlijke gebeurtenissen
- 1957 - Minimumtemperatuur in Stavelot 1,5 °C.
- 2007 - In Elsenborn (Bütgenbach) daalt de minimumtemperatuur tot –0,6 °C.

<< · 1 · 2 · 3 · 4 · 5 · 6 · 7 · 8 · 9 · 10 · 11 · 12 · 13 · 14 · 15 · 16 · 17 · 18 · 19 · 20 · 21 · 22 · 23 · 24 · 25 · 26 · 27 · 28 · 29 · 30 · 31 · >>